# Rudolf Rohlinger
Pour les articles homonymes, voir Rohlinger.
Rudolf Friedrich Rohlinger (né le 27 février 1926 à Lingen, mort le 6 août 2011 à Pulheim) est un journaliste et animateur de télévision allemand.

## Biographie
En 1943, il est enrôlé dans la Wehrmacht et sert d'abord comme Luftwaffenhelfer. Il est plus tard dans la Luftwaffe puis dans les Fallschirmjäger. Il est blessé vers la fin de la Seconde Guerre mondiale.
Après la guerre, il étudie dans les universités de Münster et Glasgow. Rohlinger commence sa carrière journalistique comme bénévole pendant les vacances à Neue Ruhr Zeitung à Essen, où il sera dans la rubrique politique dans les années 1950. En 1955, il travaille pour le Kölner Stadt-Anzeiger. Il est d'abord rédacteur puis grand reporter et directeur de la rédaction.
En 1963, Rudolf Rohlinger rejoint la Westdeutscher Rundfunk comme rédacteur et reporter. Il se fait connaître en 1965 à l'ARD en couvrant et en analysant les élections fédérales. Avec Claus Hinrich Casdorff, il mène l'interview dans l'émission Monitor. De 1974 à 1977, Rohlinger est rédacteur en chef adjoint de la WDR et directeur des programmes d'information du groupe. En 1977, il est correspondant de l'ARD à New York. À son retour en 1981, il fait partie de la rédaction "Fiction et divertissement" de la WDR.
En juillet 1982, il présente treize émissions de l'adaptation allemande de La Chasse aux trésors diffusée par la Süddeutscher Rundfunk.

## Source de la traduction
- (de) Cet article est partiellement ou en totalité issu de l’article de Wikipédia en allemand intitulé « Rudolf Rohlinger » (voir la liste des auteurs).